# Orbiting Carbon Observatory

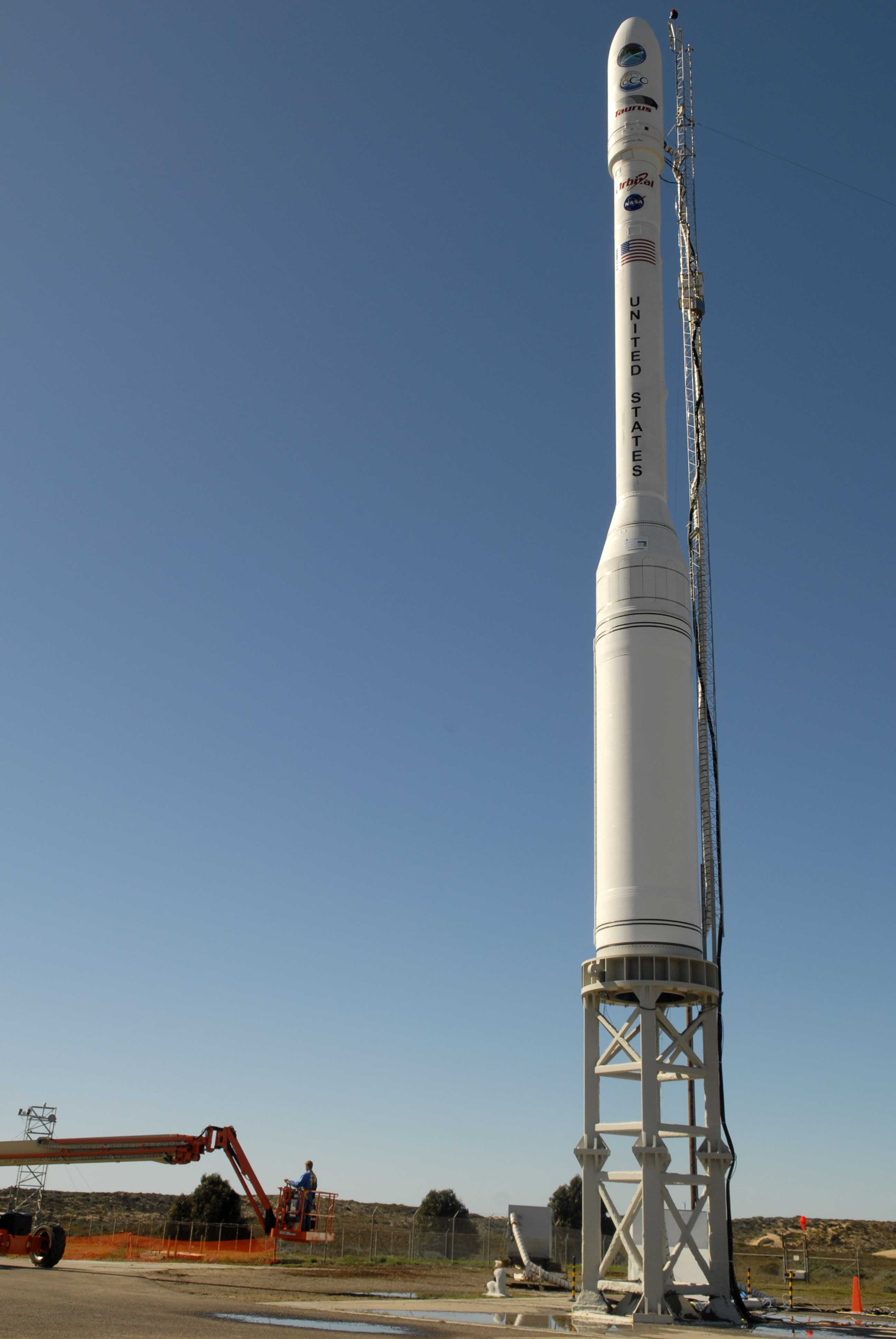
Die Taurus-3110 mit OCO vor dem Start

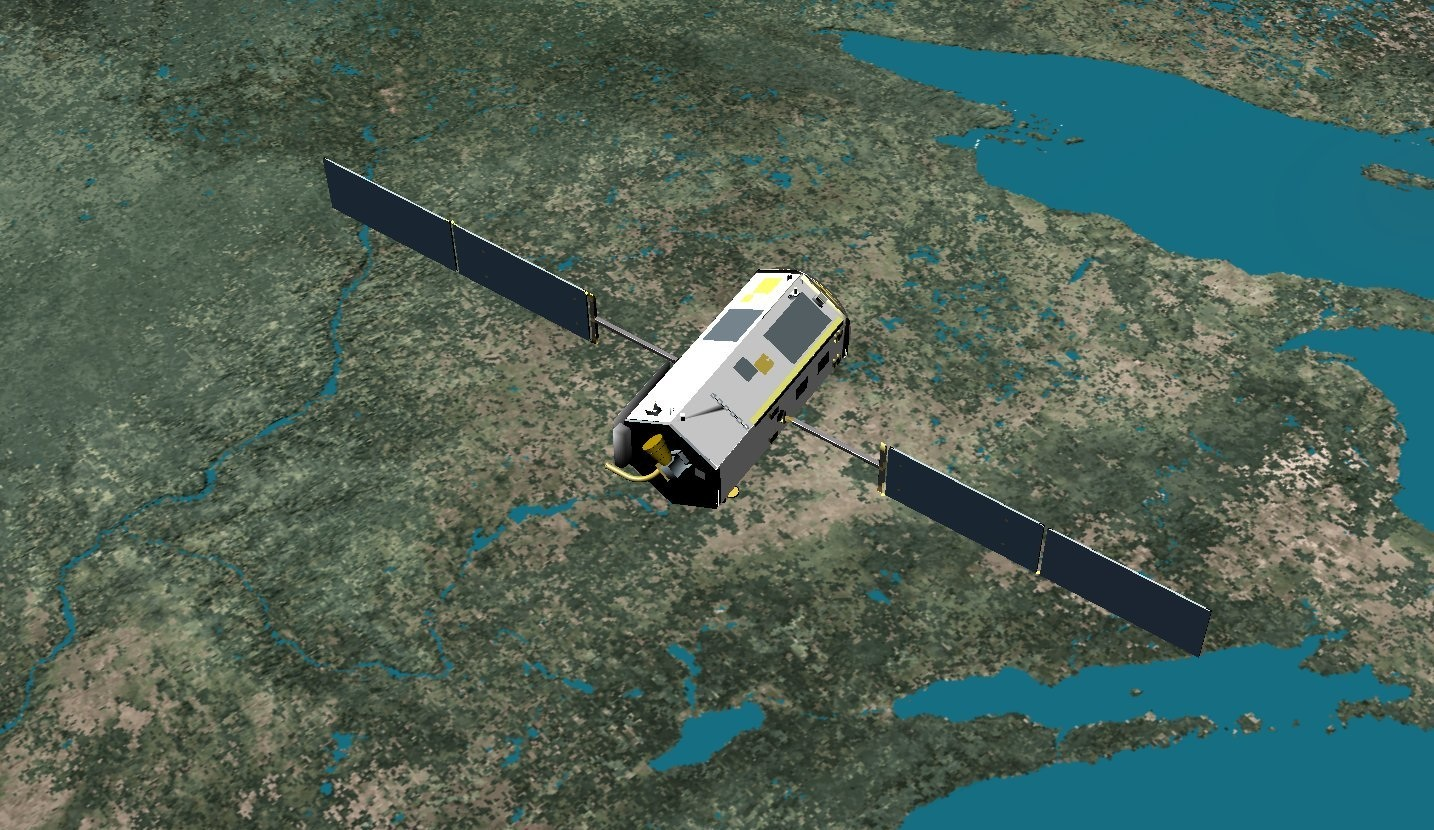
So hätte das Orbiting Carbon Observatory in der nicht erreichten Umlaufbahn ausgesehen

Orbiting Carbon Observatory (OCO) war der Name eines Forschungssatelliten der NASA aus dem Earth System Science Pathfinder (ESSP) Programm zum Sammeln von Daten über den Kohlendioxidgehalt der Erde.
Der 273 Millionen US-Dollar (umgerechnet 213 Millionen Euro) teure und 530 kg schwere Satellit wurde am 24. Februar 2009 mit einer Taurus-XL-Rakete um 9:55 Uhr UTC von der Vandenberg Air Force Base Startplatz 576-E im US-Bundesstaat Kalifornien gestartet und sollte in eine 700 km hohe Umlaufbahn gebracht werden, die auf Grund eines Fehlers beim Abtrennen der Nutzlastverkleidung kurz nach dem Zünden der dritten Antriebsstufe jedoch nicht erreicht wurde. Wegen des zusätzlichen Gewichtes reichte der Schub der weiteren Stufen nicht, um die nötige Geschwindigkeit zu erreichen, so dass die Rakete mit der Nutzlast in der Nähe der Antarktis wieder in die Atmosphäre eintrat und ins Meer stürzte. Die US-Weltraumbehörde NASA sprach von einer „schweren Enttäuschung für die Wissenschaft“.

## Aufbau

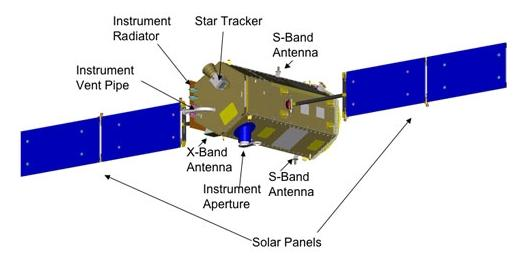
Aufbau des OCO-Satelliten

OCO verfügte für die Messungen über ein hochauflösendes Dreikanalspektrometer, welches die Absorption von Kohlendioxid und molekularem Sauerstoff im Infrarotbereich des von der Erdatmosphäre reflektierten Sonnenlichts messen sollte. Es sollten dabei zwölf Messungen pro Sekunde mit einer Auflösung von drei Quadratkilometern am Boden gemacht werden. Für die dreiachsenstabilisierte Lageregelung verfügte der Satellit u. a. über einen Sternsensor und vier Reaktionsräder. Zur Bahnregelung waren ein GPS-Empfänger sowie vier Hydrazin-Triebwerke eingebaut. Für die Kommunikation zum Boden sollten zwei S-Band-Antennen zum Empfang von Kommandos und eine X-Band-Antenne zur Übermittlung von Telemetrie- und Messdaten zur Erde dienen.

## OCO 2
Die NASA plante im Februar 2013 einen identischen Nachbau des abgestürzten OCO unter dem Namen OCO 2 mit derselben Version der Taurus-Rakete zu starten wie das erste Exemplar. Nach dem Fehlstart des Satelliten Glory mit der nächsten Taurus 3110, weil sich wieder die Nutzlastverkleidung nicht abwerfen ließ, kündigte die NASA den Startvertrag. Durch die Neuausschreibung verschob sich das geplante Startdatum auf den 2. Juli 2014.